# Chimarra shaowuensis
Chimarra shaowuensis är en nattsländeart som beskrevs av Hwang 1957. Chimarra shaowuensis ingår i släktet Chimarra och familjen stengömmenattsländor. Inga underarter finns listade i Catalogue of Life.